# Karamana
Der Karamana ist ein Küstenfluss im südindischen Bundesstaat Kerala. 

## Verlauf
Der Karamana fließt durch Thiruvananthapuram, die Hauptstadt des Staates. Die Quelle des rund 68 km langen Flusses befindet sich am südlichsten Ausläufer der Westghats in der Nähe des 1868 m hohen Berges Agastya Malai bei der Kleinstadt Panavoor. Der westwärts fließende Fluss mündet im Einzugsgebiet von Poonthura ins Arabische Meer. Der Fluss ist nach Karamana benannt, einem Vorort von Thiruvananthapuram, durch den er fließt.  

## Nebenflüsse und Stauseen
Der relativ kurze Karamana hat nur wenige kleinere Nebenflüsse; der wichtigste ist der Killiyar, der bei Pallathukadavu in den Karamana einmündet. Der Flusslauf wird durch zwei Staudämme unterbrochen, nämlich der Peppara-Damm, der vor allem Wasser zur Bewässerung anstaut, und der Aruvikkara-Damm, der zusätzlich als Trinkwasserreservoir für Thiruvananthapuram dient. 

## Brücken
Die größte Brücke überspannt den Fluss bei Karamana. Andere wichtige Brücken sind bei Thrikkunnapuram, Mangattu Kadavu, Kundamon Kadavu, Vellaikadavu, Aruvikkara (Damm), Maruthoor kadavu und Aryanad in der Nähe von Malamukal.